# Route européenne 004
Ne doit pas être confondu avec la route européenne 4, située en Scandinavie.
La route européenne 004 est une route reliant Kyzylorda (Kazakhstan) à Boukhara (Ouzbékistan).